# Yuri Solomin
Yuri Mefódievich Solomin (Ю́рий Мефо́диевич Соло́мин en idioma ruso) (Chitá, Unión Soviética, 18 de junio de 1935 - Moscú, Rusia, 11 de enero de 2024) fue un actor, cineasta ruso y director artístico del Teatro Malyy de Moscú desde 1988.

## Biografía
En 1957 estudió en la escuela teatral de Malyy y se unió al grupo de actores en 1957. Entre sus trabajos más destacados se encuentran Revizor de Igor Ilynsky en 1966, el Zar Fyodor en Tsar Fyodor Ioannovich en 1976 entre otros. Como actor de cine ha protagonizado varias películas, algunas como oficial del Imperio Ruso siendo Dersu Uzala de Akira Kurosawa la más conocida de su filmografía y con la que fue reconocido por su contribución a la cultura en 1993. 
En 1990 Solomin entró en política hasta 1992 como Ministro de Cultura.
Su hermano mayor, Vitali Solomin también fue un actor hasta su fallecimiento en 2002 debido a un Accidente cerebrovascular.

## Filmografía
| Año  | Película                               | Papel                             | Observaciones |
| ---- | -------------------------------------- | --------------------------------- | ------------- |
| 1960 | Bessonnaya noch                        | Pavel Kaurov                      | Debut         |
| 1963 | Sobaki                                 | Françoise Fermie                  |               |
| 1965 | Muzykanty odnovo polka                 | Alexei Ilyutinskiy                |               |
| 1965 | Serdtse materi                         | Dmitriy Ulianov                   |               |
| 1966 | Pogonya                                | Nikolai Makarovich                |               |
| 1966 | Bernost materi                         | Dmitriy Ulianov                   |               |
| 1966 | Proschai, Gulsary                      | Narrador                          | Voz en off    |
| 1967 | Silnyie dukhom                         | Cmdte. Gettl                      |               |
| 1967 | Vesna na odere                         | Alexandr Mescherskiy              |               |
| 1967 | Sluchai v gostinitse                   | Marek                             |               |
| 1968 | Barsuki                                | Alférez                           |               |
| 1968 | Grekh                                  | Pyotr Bukovich                    |               |
| 1969 | Krasnaya palatka                       | Ingeniero Troyani                 |               |
| 1969 | Adyultant ego prevoskhoditelstva       | Pavel Koltsov                     |               |
| 1971 | I byl vecher, i bylo utro              | Shtube                            |               |
| 1971 | Kochuyuschiy front                     | Schmakov                          |               |
| 1971 | Inspektor Ugolovnovo Rozyska           | Sergei Golovko                    |               |
| 1971 | Dauriya                                | Semyon Nagornyi                   |               |
| 1971 | More v ogne                            | Cp. Petrov                        |               |
| 1972 | Pravo na Pryzhok                       | Entrenador de Viktor Motyl        |               |
| 1972 | Chetvyorty                             | Charles Gobard                    |               |
| 1972 | Moya zhizn                             | Dr. Vladimir Blagovo              |               |
| 1973 | Blokada                                | Cmdte. Alexei Zvyagintsev         |               |
| 1975 | Sokolovo                               | Gral. Shafarenko                  |               |
| 1976 | Dersu Uzala                            | Cp. Vladimir Arseniev             |               |
| 1976 | Prestupleniye                          | Alexandr Streltsov                |               |
| 1976 | Melodii beloi nochi                    | Director y compositor Illya       |               |
| 1977 | Khozhdeniye po mukam                   | Ivan Telegin                      |               |
| 1978 | Kvartet Gvarneri                       | Vasiliy Ignatievich               |               |
| 1978 | Obyknovennoye chudo                    | Emil                              |               |
| 1978 | Shkolnyy vals                          | Pavel Knushevitskiy               |               |
| 1979 | Letuchaya mysh                         | Henry Eisenstein                  |               |
| 1980 | Svet v okne                            | Vladimir Egorov                   |               |
| 1980 | Skandalnoye proischestviye v Brikmille | George Cuttle                     | Director      |
| 1981 | Krik tishiny                           | Dronov                            |               |
| 1983 | Klyatvennaya zapis                     | Zar Fyodor Ivanovich              |               |
| 1983 | Lunnaya raduga                         | Nikolskiy                         |               |
| 1983 | Tayna Villy "Greta"                    | Honores                           |               |
| 1984 | TASS upolnomochen zayavit...           | Vitaliy Slavin                    |               |
| 1984 | Bereg ego zhizni                       | Miklukho Maklay                   | Director      |
| 1985 | Utro vez otmetok                       | Slavin                            |               |
| 1985 | Sofiya Kovalevskaya                    | Gran Duque                        |               |
| 1986 | Pevuchaya Rossiya                      | Mitrofan Pyatnitskiy              |               |
| 1987 | Zagadochnyy naslednik                  | Oleg Zykin                        |               |
| 1989 | Suvenir dla prokurora                  | Izmailov Petrovich                |               |
| 1989 | Troyka                                 | Lobanov                           |               |
| 1990 | I az vozdam                            | Nikolai II                        |               |
| 1991 | Prival Strannikov                      | Vladlen Grekov                    |               |
| 1991 | Anna Karamazoff                        | Coronel General                   |               |
| 1992 | V nachale bylo slovo                   | Svyatoslav                        | Director      |
| 1992 | Sny o Rossii                           | Alexandr Bezborodko               |               |
| 1998 | Chayka                                 | Boris Trigorin                    |               |
| 2002 | Gore ot uma                            | Famusov                           |               |
| 2003 | Proschaniye v iyune                    | Rector universitario Retnikov     |               |
| 2003 | Pretendent                             | Contralmirante                    |               |
| 2003 | Rodina zhdyot                          | Teniente General Vladimir Rokotov |               |
| 2003 | Ranyaya lyubov                         |                                   |               |
| 2003 | Tyazhyolyy pesok                       | Andrei Dolskiy                    |               |
| 2004 | Moskovskaya saga                       | Boris Gradov                      |               |
| 2005 | Chayka                                 | Pyotr Sorin                       |               |
| 2006 | Ostavaisya so mnoi                     |                                   | Director      |
| 2007 | Maltiyskiy krest                       | Pyotr Dolmatov                    |               |
| 2007 | Potselui padshik angelov               |                                   |               |
| 2008 | Nepobedimyy                            | Gral. Rokotov                     |               |
| 2009 | Isaiev                                 | Vladimir Vladimirov               |               |
| 2009 | Kromov                                 | Gral. Tomilin                     |               |
| 2010 | Tochka kipeniya                        | Ivan Matveievich                  |               |